# Turó de la Portella
El Turó de la Portella és una muntanya de 1.977 metres que es troba al municipi de Montferrer i Castellbò, a la comarca de l'Alt Urgell.